# David Cabrera
David Cabrera (* 7. September 1989 in Mexiko-Stadt) ist ein ehemaliger mexikanischer Fußballspieler.

## Leben
Der aus dem Nachwuchsbereich seines Heimatvereins Club Universidad Nacional hervorgegangene Cabrera bestritt sein erstes Profispiel für die Pumas in den Spielen um die InterLiga 2008, wo er Anfang Januar 2008 gegen Monterrey (1:0), San Luis (0:2) und Cruz Azul (0:1) zum Einsatz kam.
Zu seinem ersten Einsatz in der mexikanischen Primera División kam Cabrera am 5. November 2008, als er wenige Minuten vor Spielende beim 3:0-Auswärtssieg gegen die Jaguares de Chiapas eingewechselt wurde. Sein erstes Spiel über die volle Distanz in Mexikos höchster Spielklasse bestritt er am 1. November 2008 beim 1:1 in Guadalajara.
Seine beiden bisher einzigen Tore im Profifußball erzielte Cabrera am 24. September 2008 in der CONCACAF Champions League 2008/09 beim 3:0-Erfolg gegen den CD Luis Ángel Firpo.
Am 7. März 2009 absolvierte er die erste Halbzeit des Länderspiels der mexikanischen U-20-Auswahl gegen Costa Rica (0:1) im Rahmen der Qualifikation zur Junioren-WM 2009, die verpasst wurde.
Seit Anfang 2011 ist Cabrera Stammspieler und gewann mit den Pumas in der Clausura 2011 bereits seinen zweiten Meistertitel.

## Erfolge
- Mexikanischer Meister: Cla 2009, Cla 2011